# Det Kongelige Grønlandske Dessein
Det Kongelige Grønlandske Dessein („Das Königliche Grönländische Vorhaben“; von französisch dessein) war von 1727/28 bis 1730 die zweite Handelskompanie, die mit der Kolonisierung Grönlands beschäftigt war.

## Geschichte
Det Kongelige Grønlandske Dessein wurde 1727 als Nachfolger der privaten Handelskompanie Det Bergen Grønlandske Compagnie gegründet, die 1726 bankrottgegangen war. Während die frühere Handelskompanie ihren Sitz im norwegischen Bergen hatte, sollte Det Kongelige Grønlandske Dessein als königliches Unternehmen von der dänischen Hauptstadt und Königssitz Kopenhagen aus operieren.
Die Handelskompanie war ab 1728 aktiv, nachdem im Vorjahr noch der Kaufmann Magnus Schiøtte den Handel interim übernommen hatte. Erst 1727 hatte man in Kopenhagen in Erfahrung gebracht, dass die Handelsstation Nipisat 1725 von holländischen Walfängern zerstört worden war. Es wurde daraufhin beschlossen, die Station wieder aufzubauen und militärisch zu besetzen, wofür der Offizier Claus Paars 1728 zum Gouverneur ernannt wurde und dort stationiert werden sollte. Zugleich wurde die Kolonie Haabets Ø ins heutige Nuuk versetzt und in Godthaab umgetauft. Es brach jedoch im ersten Winter eine tödliche Epidemie unter den Kolonisten aus, die zudem durch Paars' schlechte Führungsqualitäten, regelmäßige Trinkgelage, Streits und Gewalt kaum ihren Aufgaben nachgingen. Erst 1729 gelang es, Nipisat wieder aufzubauen, von wo aus Walfang die wirtschaftlichen Probleme des Kolonieprojekts lösen sollte. Nach weiteren Todesfällen unter den Kolonisten, fehlenden Handelswaren für den geplanten Tauschhandel mit den Grönländern und nicht einem einzigen gefangenen Wal beschloss man bereits 1730 Nipisat wieder aufzugeben.
1729 gab es in Dänemark erneut eine Kommission, die die Zustände untersuchen sollte, woraus bereits 1727 die Auflösung von Det Bergen Grønlandske Compagnie resultiert hatte. 1730 wurde beschlossen, dass die Kolonisierung Grönlands aus finanziellen Gründen stark zurückgefahren werden sollte und die meisten Kolonisten nach Europa zurückkehren sollten. Kurzzeitig hatte man stattdessen den Plan, isländische Familien in Grönland anzusiedeln. Im Oktober 1730 starb König Friedrich IV. und sein Sohn Christian VI. übernahm die Regierungsgeschäfte. Er beschloss die vollständige Abwicklung der Kolonisierung Grönlands, womit Det Kongelige Grønlandske Dessein aufgelöst wurde. Der neue König ließ sich kurz darauf zwar zu einer Weiterführung überreden, allerdings wurde keine neue Handelskompanie gegründet, sondern der Kaufmann Jacob Severin 1734 mit einem Handelsmonopol ausgestattet.